# Jesús María Lacruz
Jesús Lacruz, de son nom complet Jesús María Lacruz Gómez, est un footballeur espagnol né le 25 avril 1978 à Pampelune (Espagne). Ce défenseur évoluant sur le côté droit mesure 1,75 m pour 72 kg.

## Carrière
- 1994-1997 : Osasuna Pampelune ( Espagne) : 48 matchs, 1 but
- 1997-2006 : Athletic Bilbao ( Espagne) : 224 matchs, 12 buts
- 2006-2009 : Espanyol Barcelone ( Espagne) : 49 matchs
- 2010- : Real Unión de Irún  Espagne

Jesús Lacruz commença sa carrière avec l'équipe réserve de l'Osasuna Pampelune. En 1997, il signa à l'Athletic Bilbao et débuta ainsi en première division le 13 septembre 1997, pendant le match Athletic Bilbao - Atletico Madrid (1-0).
Après 9 saisons sous le maillot de l'Athletic, Lacruz rejoignit l'Espanyol Barcelone en 2006. Il est libéré de son contrat à l'été 2009. Après six mois sans club, il rejoint le 14 janvier 2010 le Real Unión de Irún.